# Nina Kuzniecowa
Nina Aleksiejewna Kuzniecowa (ur. 28 grudnia/10 stycznia 1887/1888 w Łalsku, zm. 14 maja 1938 w obwodzie archangielskim) – rosyjska święta prawosławna.

## Życiorys
Była córką miejskiego urzędnika Aleksieja Kuzniecowa i jego żony Anny. Znaczący wpływ na nią mieli mnisi monasteru św. Michała Archanioła w Łalsku, który znajdował się w pobliżu jej rodzinnego domu i w którym od dzieciństwa spędzała wiele czasu. Jako młoda dziewczyna zamierzała wstąpić do klasztoru, jednak jej spowiednik, archimandryta Paweł z monasteru w Łalsku, nakazał jej pozostać osobą świecką i opiekować się rodzicami. Żyjąc w świecie, spędzała wiele czasu na modlitwie w celi, jaką urządził dla niej ojciec. Matka przyszłej świętej zmarła w 1923, zaś ojciec w 1928. Nina Kuzniecowa nie miała już wówczas możliwości wstąpienia do monasteru, ponieważ większość żeńskich monasterów w ZSRR została zlikwidowana. Pozostała osobą świecką, żyjąc jednak według reguły mniszej.
Nina Kuzniecowa przyjmowała w swoim domu kapłanów, mnichów i świeckie kobiety – ofiary prześladowań na tle religijnym prowadzonych przez władze Związku Radzieckiego. Aktywnie uczestniczyła również w życiu swojej parafii. W 1937 została aresztowana razem z całym duchowieństwem prawosławnym oraz czynnie uczestniczącymi w życiu parafialnym mieszkańcami Łalska. Została oskarżona o organizację zebrań, podczas których planowano działania na rzecz otwarcia nieczynnego soboru w Łalsku oraz o prowadzenie agitacji kontrrewolucyjnej. W listopadzie 1937 została skazana na osiem lat łagru. Skierowana do jednego z obozów w obwodzie archangielskim, zmarła w nim w maju roku następnego.
W 2000 została zaliczona do Soboru Świętych Nowomęczenników i Wyznawców Rosyjskich. Wspomnienie liturgiczne świętej przypada na dni 10 stycznia, 14 maja i 21 października (Sobór Świętych Wiackich).